# Dia Internacional da Caridade
O Dia Internacional da Caridade é comemorado anualmente em 5 de setembro desde 2013, promulgado pela Assembleia Geral das Nações Unidas em 2012.

## Proclamação
O Dia Internacional da Caridade foi proclamado pela Assembleia Geral das Nações Unidas em 17 de dezembro de 2012, por iniciativa da Hungria. A resolução foi adotada por consenso e copatrocinada por 44 Estados-membros, representando as cinco regiões das Nações Unidas. O objetivo dessa proclamação é reconhecer o papel da caridade no alívio do sofrimento humano, bem como na promoção do diálogo, da solidariedade e da compreensão mútua entre as pessoas. Sua designação visa criar uma plataforma universal para aumentar a visibilidade da caridade, organizar eventos especiais, criar sinergias e aumentar o apoio público.

## Celebração
O dia é comemorado em 5 de setembro. A data foi escolhida para comemorar o aniversário da morte de Madre Teresa de Calcutá, que dedicou sua vida a auxiliar os mais pobres e recebeu o Prêmio Nobel da Paz em 1979. A primeira celebração oficial do dia foi realizada em 2013. Desde então, várias atividades e eventos foram realizados para promover a caridade e a solidariedade global. Em sua declaração introdutória, o Sr. Csaba Kőrösi, Representante Permanente da Hungria na ONU, enfatizou que a caridade contribui para a construção de sociedades inclusivas e resilientes, aliviando os piores efeitos das crises humanitárias e complementando os serviços públicos.